# Heather Thomas
Heather Thomas (Greenwich, 8 de setembro de 1957) é uma atriz e roteirista estadunidense. Fez muito sucesso no Brasil devido ao seriado Duro na Queda, exibido pela Rede Globo nos anos 80.